# José Luiz Tejon
 José Luiz Tejon Megido (São Paulo, 30 de julho de 1952), é publicitário, jornalista, conferencista internacional e Top of Mind de RH/2011 brasileiro, considerado uma das maiores autoridades nas áreas de marketing em agronegócio, gestão de vendas, liderança, motivação e superação humana.
Tejon é membro da Academia Brasileira de Marketing (Abramark). e do Conselho Científico do Agro Sustentável (CCAS). É professor e diretor do Agribusiness Center da FECAP – Fundação Escola de Comércio Álvares Penteado, em São Paulo e professor e coordenador do MBA Internacional em Nantes, na França, na Audencia Business School.
É Doutor e Mestre stricto senso, especialista em Educação, e autor e coautor de mais de 35 livros com os dois últimos lançamentos, “O Poder do Incômodo, Editora Gente (2021) e “Agroconsciente, a revolução criativa tropical”, Editora Novo Século (2023). É coordenador acadêmico convidado do Instituto de Ensino e Pesquisa (Insper) e FIA/USP.

## Infância e Juventude
José Luiz Tejon Megido nasceu em Santos, em 1952, e sua mãe Benigna Tejon Megido fugiu da ditadura em Astúrias, na Espanha, e deu a luz ao pequeno Tejon que foi adotado em seu primeiro ano de vida pelo casal de imigrantes Antônio Alves (português) e Rosalinda Hoffmann (alemã). 
Aos quatro anos (1956) sofreu uma queimadura, acidentalmente, com uma mistura de cera com gasolina e passou por centenas de cirurgias plásticas por mais de 12 anos. Teve uma infância de profundos enfrentamentos, períodos de internação em hospitais públicos, nos anos 50 e 60, para cirurgias reconstrutivas de parte de seu rosto. 
Iniciou seus estudos em uma escola para crianças especiais da Santa Casa de Misericórdia de Santos, Escola Nossa Senhora de Lourdes. Depois foi obrigado a continuar seus estudos na escola municipal do seu bairro, Olavo Bilac. Ali teve início sua história exposta de vida, com rosto deformado, e a sua convivência com as crianças, os vizinhos e os amigos da sua rua.
Graças aos pais adotivos, à sua vizinhança, ao médico que salvou sua vida, Dr. Silvio Corrêa, e a escola obteve encorajamento e força de superação que trouxe o reconhecimento mundial como um dos maiores especialistas na visão estratégica do sistema de agribusiness. Recebeu menção no livro norte-americano Succeed on your terms, de Patrick Sweeney e Herb Greenberg, da Editora McGraw Hill, como um dos casos de sucesso e superação estudados e pesquisados para a obra. O livro foi traduzido para o português pela editora Elsevier com o título “O sucesso tem fórmula?” e conta com prefácio de Tejon e do maestro João Carlos Martins.

### Juventude
Em 1967 Tejon conseguiu seu primeiro emprego com carteira assinada de auxiliar de livreiro na Livraria Magalhães, em Santos, quando tinha apenas 15 anos. Um ano depois formou uma banda de rock e tocava com amigos no cais da cidade portuária. Tornou-se compositor e ganhou seu primeiro prêmio Governador do Estado no espetáculo “Balada para Manhattan”, de Léo Gilson Ribeiro.
Seu segundo emprego foi como auxiliar administrativo da Avícola União, também em Santos. Depois foi estagiário pelo Centro de Integração Empresa Escola (CIEE), na Rádio Marconi. Em seguida foi vendedor na SCI e, em 1974, aos 21 anos, foi estagiário na LTB (Listas Telefônicas Brasileiras).

## Carreira
Em 1977 graduou-se em Publicidade & Propaganda, pela Fundação Casper Líbero. Por criar músicas para o teatro, a criatividade o atraiu para a área de publicidade e mais tarde faria jornalismo por gosto em escrever. No mesmo ano começou a trabalhar na empresa Máquinas Agrícolas Jacto, em Pompeia, no interior de São Paulo, onde veio a tornar-se gerente de Marketing e aprendeu com o imigrante japonês, Shunji Nishimura, fundador da empresa, que ninguém cresce “sozinho”.
Em 1980 fundou a Associação Brasileira de Marketing Rural e Agro – ABMRA na qual foi presidente e hoje é conselheiro.
Em 1982 começou a trabalhar na Agroceres, com o presidente Ney Bittencourt de Araújo, que liderou e criou o conceito de agronegócio no Brasil e aprendeu a ter visões estratégicas em agronegócio aplicados ao marketing. Tornou-se diretor de marketing e nesse período contratou famosos como Pelé para campanhas da Agroceres.
Em 1985 recebeu o convite da Escola Superior de Propaganda e Marketing (ESPM) para coordenar o Núcleo de Estudos de Agronegócio, onde iniciou sua vida acadêmica, além de assumir o cargo de coordenador acadêmico de pós-graduação até 2018. Nesse período, em 1987, fez uma complementação de estudos de marketing na Pace University em Nova Iorque e, em 1987, uma especialização em Administração em Harvard, ambas instituições nos EUA.
Em 1990, Tejon inicia um trabalho como gerente de marketing da Oesp Mídia, empresa que fazia as listas telefônicas e pertencia ao Grupo Estado, onde chegou a ser diretor-geral e permaneceu até 2002, quando fundou sua empresa a TCA Internacional. 
Em 1992, além de trabalhar como colunista no Grupo Estado, iniciou sua carreira de palestrante internacional de marketing, vendas, liderança, agronegócio e superação. Em 1999 fez uma complementação de seus estudos acadêmicos em gestão de pessoas pelo INSEAD, na França.
Em 2002 iniciou mestrado em Educação, Arte, História e Cultura pelo Instituto Presbiteriano Mackenzie onde defendeu sua tese: O método Stanislavski para a construção de papéis: a arte na interpretação do educador.
Em 2005 aceita ser professor da Fundação Getúlio Vargas (FGV) nos cursos Gestão da Força de Vendas e Gerência de produto, como professor convidado, além da coordenação acadêmica de programas in-company, onde ainda é professor.
Em 2014 fundou e hoje é sócio-diretor da Biomarketing, consultoria de marketing e agência de publicidade voltada ao agronegócio, com alguns amigos e profissionais da área.
Em 2015 aceita o convite para ser professor convidado da Audencia Business School (França) no Programa Master Science em Food Management, em parceria com a FECAP – Fundação Escola de Comércio Álvares Penteado. Nesse mesmo ano passa a integrar o Hall da Fama da Academia Brasileira de Marketing (Abramark).
Um ano depois lançou “Guerreiros não nascem prontos”, baseado em sua tese de doutorado mostrando problemas e soluções enfrentados por empresas e seres humanos, como ele, que se tornaram guerreiros após passarem por lutas árduas de superação. O título foi traduzido para inglês como “Warriors are not born ready”. 
Em 2016 também foi premiado com o troféu Great Speaker da Organização Francesa (Olmix), em Paris na França.
Em 2018 tornou-se doutor em Educação na Universidad de la Empresa (UDE), no Uruguai, com a tese: “Por uma pedagogia da superação: estudo de casos na construção de uma proposta educacional voltada para o enfrentamento das dificuldades e desafios da vida”.
Em 2019 tornou-se membro do Conselho de Gestão da Secretaria da Justiça e Cidadania do Estado de São Paulo e conselheiro do Conselho Superior do Agronegócio (Cosag) da Federação das Indústrias do Estado de São Paulo (FIESP). No mesmo ano lançou “7 caminhos para criar uma poderosa força de vendas humanas”, em coautoria com Edilson Lopes, baseado na experiência de dois respeitados dirigentes de vendas no país e no exterior.
Em 2021 lançou “O poder do incômodo”, onde defende que “é preciso sair da zona de conforto, e se incomodar para se transformar”. No mesmo ano é condecorado com a comenda “Ministro Alysson Paolinelli”.
Em 2023 recebeu o “Prêmio Personalidade do Agronegócio 2023 – Ney Bittencourt de Araújo”, da Associação Brasileira de Agronegócio – ABAG.
O seu livro “O Voo do Cisne”, da Editora Gente, significou a sua grande autotransformação, quando mergulhou nas questões que explicaram seu sucesso, e criou um elo entre o voo do cisne versus o do patinho feio, fábula de Hans Christian Andersen. Ali constata toda importância das forças obtidas exatamente na sua primeira infância, onde todos os obstáculos ocorreram e as suas lições aconteceram.
Quando do lançamento de “A grande virada”, Tejon foi o entrevistado do apresentador Jô Soares no Programa do Jô, da TV Globo. 

## Obras
- 2023 - Agroconsciente: A revolução criativa tropical para ressignificar o agronegócio brasileiro, coautoria com Victor Megido, Marco Zanini e Sonia Chapman ISBN 978-6555616675 (Editora Novo Século)
- 2021 - O poder do incômodo ISBN 978-6555440775 (Editora Gente)
- 2019 - 7 Caminhos para criar uma poderosa máquina de vendas humana ASIN B07TKD335P, coautoria com Edilson Lopes (Editora Literare Books International)
- 2018 - Guerreiros não Nascem Prontos ISBN 978-8545200543 (Ranking dos mais vendidos – Top 100) (Editora Gente)
- 2013 - Elas, heroínas do pôr do sol, coautoria Luiz Carlos Garcia Vieira ISBN 978-8581964935 (Editora Perse)
- 2012 - O Código da Superação ISBN 978-8573127843 (Editora Gente)
- 2010 - Luxo for all, coautoria Roberto Panzarini e Victor Megido ISBN 978-8573127171 (Editora Gente)
- 2009 - Marketing & Agronegócio, coautoria Coriolano Xavier ASIN B00KDOM1OG (Editora Pearson PLC)
- 2008 - A grande virada ASIN B01HVHQGXE (Editora Gente)
- 2006 - Liderança para fazer acontecer ASIN B01HVHQT40 (Editora Gente)
- 2006 - Succeed on your own terms ASIN B000MAHCEK – Mencionado, citado como case de superação no livro pelos autores Patrick Sweneey e Herb Greenberg. (Editora McGraw Hill)
- 2005 - O beijo na realidade ASIN B01HVHQKR6 (Editora Gente)
- 2002 - O voo do cisne ISBN 978-8573123807 (Editora Gente)

Obras Coautoria
- “Gestão de vendas – Os 21 segredos do sucesso", com Marcos Cobra.
- “A Trilogia do Segredo – Riqueza, Grandeza e Harmonia”, com Alfredo Assumpção e outros autores.
- “Administração Estratégica de Vendas e Canais de Distribuição”, com Charles John Szulcsewski.
- “As 7 descobertas para construir uma poderosa máquina de vendas”, com Edilson Lopes.
- “As Novas Arenas da Comunicação com o Mercado”, com Francisco Gracioso.
- “Complexo Agroindustrial – O “Agribusiness” Brasileiro”, com Ney Bittencourt de Araújo.
- “Cultura, Saberes y Prácticas Docentes”, vários autores.
- “Economia Gestão dos Negócios Agroalimentares”, vários autores.
- “Estudos de Caso em Agribusiness – Focalizando as seguintes empresas: Moinho Pacífico, Illycaffè, Cocamar, Sadia, Ioschpe-Maxion – Norpac”, vários autores.
- “Gigantes da Liderança – Um livro histórico que reúne os 25 maiores nomes da liderança no Brasi”l, com Raúl Candeloro e vários autores.
- “Gigantes da Motivação”, com Raúl Candeloro e vários autores.
- “Gigantes das Vendas – Os 50 maiores nomes de vendas no Brasil reunidos em um único livro”, com Raúl Candeloro e vários autores.
- “Grandes sucessos da pequena empresa – Histórias reais”, com Francisco Gracioso.
- “Marketing & Agribusiness”, com Coriolano Xavier.
- “Marketing em Agribusiness – Os caminhos dos negócios agroindustriais no país”, com Coriolano Xavier.
- “Ney Bittencourt: o dínamo do agribusiness”, com Roberto Rodrigues.
- “O Sucesso tem fórmula?”, com Herb Greenberg e Patrick Sweeney.
- “Pequenas Empresas, Grandes Vendedores – Você é o vendedor número 1 de sua empresa”, com Victor Megido e outros autores.
- “Reestruturação do Agribusiness Brasileiro – Agronegócios no terceiro milênio”, com Luiz Antônio Pinazza.
- “Se eu fosse você o que faria como gestor de marketing - Coleção Novos Gestores”, com Marcos Cobra e Adélia Franceschini.
- “Se eu fosse você o que faria como gestor de pessoas – Coleção Novos Gestores”, com Luiz Cabrera e Luiz Rosa.
- “Se eu fosse você, o que eu faria como gestor de sua carreira - Coleção Novos Gestores”, com Magui Lins de Castro e Rubens Prata Junior.
- “Segmentação – opções estratégicas para o mercado brasileiro”, com vários autores.
- “Uma trufa e...1.000 lojas depois! – A inspiradora receita de sucesso da maior rede de lojas de chocolates finos do mundo”, com Alexandre Tadeu da Costa fundador da (Cacau Show)

## Prêmios
- Prêmio Governador do Estado |Música (1970)
- Prêmio Top de Marketing (1996)
- Medalha do Mérito Acadêmico Gerhard Wilda da Escola Superior de Propaganda e Marketing (ESPM) (2013)
- Troféu Great Speaker Olmix, em Paris (2016)
- Prêmio Líderes do Brasil (Lide) (2021)